# Sayn-Wittgenstein-Hohenstein
Sayn-Wittgenstein-Hohenstein fou un comtat del Sacre Imperi Romanogermànic entre el Hessen-Darmstadt i Westfàlia. Es va formar el 1657 per partició de Sayn-Wittgenstein-Wittgenstein. El comtat fou declarat principat imperial el 1801. Fou mediatitzat el 1806 i agregat fins al 1815 al Gran Ducat de Hessen i posteriorment fou incorporat a Prússia. La capital fou Laasphe, moderna Bad Laasphe. La línia pertany al casal de Sayn-Wittgenstein-Berleburg. El príncep actual de Sayn-Wittgenstein-Hohenstein és Bernat de Sayn-Wittgenstein-Hohenstein que és príncep sobirà i comte del Sacre Imperi i és fill del difunt Cristià Enric de Sayn-Wittgenstein-Hohenstein (nascut 20 de setembre de 1908, + 17 d'agost de 1983) i de la princesa Dagmar (nascuda 1919). Bernat és hereu també de la línia de Sayn-Wittgenstein-Berleburg, ja que el príncep Gustau de Sayn-Wittgenstein-Berleburg està solter i no té fills.

## Comtes de Sayn-Wittgenstein-Hohenstein (1657–1801)
- Gustau (1657–1701)
- Enric Albert (1701–23)
- August (1723–35)
- Frederic I (1735–56)
- Joan Lluís (1756–96)
- Frederic II (1796–1801)

## Príncep de l'imperi de Sayn-Wittgenstein-Hohenstein (1801–1806)
- Friedrich II (1801–06)